# Jacques II (roi de Chypre)
Pour les articles homonymes, voir Jacques II.
Jacques II de Lusignan, dit le bâtard ou l'archevêque, né vers 1439, mort le 6 juillet 1473, roi de Chypre (1460-1473), fils de Jean II de Chypre et de Mariétta de Patras.

## Biographie
Fils illégitime de Jean II, il dut subir la haine de sa belle-mère Hélène Paléologue. Pour le protéger, son père le fit entrer dans les ordres et introniser archevêque de Nicosie, mais le jeune Jacques n'avait pas la vocation religieuse et se révéla bientôt être un précurseur des prélats de la Renaissance. Sans scrupule, il fit notamment assassiner des partisans de la reine, son chambellan Thomas de Morée et Jacques Urri, vicomte de Nicosie. 
Sa belle-mère mourut en 1458, son père quelques mois après et sa demi-sœur Charlotte monta sur le trône. Il prit la fuite en 1459 et se réfugia à la cour d'al-Achraf Saïf ad-Din Inal, sultan mamelouk d'Égypte, intrigua à la cour du sultan et finalement débarqua en septembre 1460 à la tête d'un détachement mamelouk, qui prit rapidement le contrôle de l'île. La reine et les barons loyalistes se retirèrent dans la forteresse de Cérines (Kyrenia), qui ne fut prise qu'en septembre 1463.
Profitant de la présence des soldats mamelouks, il enleva aux Génois le 6 janvier 1464 la ville de Famagouste. Cette action, que ses prédécesseurs n'avaient pas réussi, lui valut un regain de popularité de la population qui lui reprochait sa bâtardise et son alliance avec les mamelouks. Sous une accusation de complot plus ou moins réelle, il réussit à se débarrasser des mamelouks en les faisant massacrer, sans se brouiller avec la cour du Caire.
Pour éviter un retour offensif de Gênes, il s'allia à la république de Venise, épousant en 1472 Catherine Cornaro une noble vénitienne qui fut solennellement adoptée par la République. Il mourut peu après, le 6 juillet 1473, laissant Catherine enceinte de Jacques III le posthume.